# Sully Island
Sully Island (irisch Ynys Sili) ist eine kleine Gezeiteninsel und eine Site of Special Scientific Interest beim Hamlet Swanbridge, Vale of Glamorgan, 400 yards (366 m) vor der Nordküste des Bristolkanals, auf halber Strecke zwischen den Orten Penarth und Barry, sowie 7 mi (11 km) südlich der walisischen Hauptstadt Cardiff.
Die Insel kann man bei Ebbe zu Fuß vom Parkplatz des Public House Captain's Wife erreichen. Die Insel hat eine Fläche von 14½ acre (5,8 ha) und gehört zu den 43 offiziell bekannten Gezeiteninseln.
Im 13. Jahrhundert war die Insel Schlupfwinkel des normannischen Piraten Alfredo De Marisco, der auch unter dem Namen The Night Hawk bekannt war. Im Mittelalter war die Insel berüchtigt für ihre Rolle beim Schmuggel.

## Geographie
Die Insel ist langgestreckt und verläuft parallel zur Küste. Sie ist nur etwa 300 m lang und maximal 70 m breit. Ein Damm verbindet sie bei Niedrigwasser mit dem Festland im Norden bei Swanbridge. Der Tidenhub an dieser Stelle ist der zweithöchste weltweit, nur in der Bay of Fundy, Nova Scotia ist er größer, und der Damm ist daher nur 3 Stunden lang bei Ebbe begehbar. Da die Tiden äußerst schnell ansteigen, entstehen bei Sully Island oft Gezeitenströmungen und es sind schon viele Menschen ertrunken Beim Versuch bei steigender Flut noch das Festland zu erreichen. Die Passage muss mit großer Vorsicht angetreten werden und es ist inzwischen eine Uhr angebracht, die den Besuchern die Gezeitenstände und die Zeiten für eine sichere Passage vorgibt.
Etwa zwei Kilometer weiter östlich liegt Lavernock Point und eine Meile westlich der Insel, auf dem Festland, liegt Bendricks Rock, die einzige bekannte Stelle mit Dinosaurier-Fußspuren (Tetrasauropus ?) aus der oberen Trias in Großbritannien.

### Geologie
Die Klippen von Sully Island bieten einen guten Einblick in die Umwelt in der Zeit der Trias, vor ca. 200 Mio. Jahren. Roter Tonsteine (mudstone), Sandstein und Brekzien sprechen dafür, dass in diesem Gebiet ein Strand an der Grenze zwischen hohem, wüstenartigen Land und einem großen flachen See oder einer Meereslagune verlief. Die triassischen Felsen wurden auf einem viel älteren Carboniferous limestone (Kohlehaltigen Kalkstein) abgelagert, der am Grund der Klippen ansteht.

## Geschichte

### Name
Der Name könnte auf das Altenglische „south lea“ (= Südliche Weide) zurückgehen, oder, wie es auch beim nahegelegenen Dorf Sully der Fall ist, Bezug nehmen auf den Namen der adligen Familie der normannischen Barone in der Nachfolge von Sir Reginald de Sully.

### Vorgeschichte
Man hat Funde gemacht, die darauf hindeuten, dass die Insel von Römern und später von Wikingern häufig besucht wurde. Außerdem gibt es archäologische Hinweise auf eine angelsächsische Wallburg oder ein Promontory Fort am Ostende der Insel. Auf der Spitze dieser Anlage befindet sich ein bronzezeitliches Hügelgrab (barrow) und es gibt Theorien, dass es sich dabei um eine Festung gehandelt habe, aber wahrscheinlicher war es nur ein befestigter Wohnplatz mit bäuerlichen Anlagen.

### Port of Swanbridge
Swanbridge und der Küstenstreifen im Windschatten von Sully Island dienten über Jahrhunderte als Naturhafen für den Handel, auch wenn davon heute keine Spuren mehr zu erkennen sind. Waren wurden auf der St Mary’s Well Bay Road angeliefert, die heute für Durchgangsverkehr gesperrt ist. Von hier wurden sie zum Markt nach Canton Cross in Cardiff gebracht. Bis Anfang der 1970er waren noch die eisernen Befestigungsringe im Osten der Bucht zu sehen.
Schon aus dem 16. Jahrhundert sind historische Aufzeichnungen vorhanden, die zeigen, dass die Handelsherren einen Einfuhrzoll an die Behörden vor Ort entrichten sollten und viele versuchten, durch Schmuggel diese Zölle zu umgehen. Ein Gerichtsprotokoll von 1569 zeigt, dass der Hafenbeamte Konterbande bestehend aus 28000 lb (13.000 kg) Käse und achtzig Barrels (Fässer) Butter konfiszierte, die illegal in Swanbridge angelandet worden waren. 1658 wurde der Hafen zur Anlandung illegaler Immigranten genutzt, die zu dieser Zeit als „undesirables“ (Unerwünschte) bezeichnet wurden.
Eine kleine Flotte von Fischerbooten hatte ihren Heimathafen in Swanbridge Harbour und es ist wahrscheinlich, dass die Cottages, die am Strand in einer Reihe standen und die 1976 und 1977 umgewandelt wurden in den Pub Captain's Wife, ursprünglich die Wohnungen der Fischer und ihrer Familien gewesen sind.

### SY Scotia
Aufgrund der gefährlichen Gezeitenströmungen und der engen Fahrrinne ereigneten sich viele Schiffbrüche im Umfeld der Insel. Mehrere Quellen geben an, dass das berühmte Antarktis-Forschungsschiff, SY Scotia, am 18. Januar 1916 vor der Insel Schiffbruch erlitt. Ältere Anwohner bis hin nach Barry erinnern sich daran, wie sie als Kinder wochenlang mit Säcken nach Swanbridge zogen um die Kohle, die von dem Wrack ans Ufer gespült wurde, aufzusammeln. Es gibt das Skelett eines Wracks, das an der Nordküste der Insel noch immer gegenüber von Swanbridge liegt, aber der Kiel dieses Schiffes ist zu kurz, als dass er zum Wrack der Scotia gehören könnte.
Das Forschungsschiff, das der Ozeanograph Dr. William Speirs Bruce für die Scottish National Antarctic Expedition 1902–1904 benutzte, war ursprünglich ein Robbenfänger mit dem Namen „Hekla“, die 1872 in Norwegen gebaut worden war. 1889 diente es dem norwegischen Skipper Ragnvald Knudsen für eine Forschungsreise an der Nordostküste von Grönland zwischen dem 74° und dem 75° Breitengrad und 1891–92 dem dänischen Offizier, Carl Ryder, um die Verzweigungen des Scoresby Sund zu erforschen. Er besuchte damit zuletzt Angmagssalik.
1902 wurde die Survey Yacht in Scotia umbenannt und Tam Robertson von Peterhead wurde Kapitän. So segelte sie bis zum Weddell-Meer unter der Leitung von William Bruce. Der Südwinter 1903 wurde bei Laurie Island in den Südlichen Orkneyinseln verbracht. Von März bis April 1904 erforschte die Expedition einen Küstenstrich von 150 mi (240 km) Länge des zuvor unbekannten antarktischen Kontinents und erreichten als südlichsten Punkt 74°01′S, 22°00′W. Ein umfangreiches Programm von Meeresvermessung und biologischen Untersuchungen wurde durchgeführt. Nach der Rückkehr nach Großbritannien verkaufte Bruce das Schiff und es wurde wieder als Linienschiff eingesetzt mit dem Heimathafen Dundee, bis sie als erstes internationales Eis-Patrouillen-Schiff im Nordatlantik nach der Tragödie der Titanic eingesetzt wurde. Im Ersten Weltkrieg wurde sie wieder als Frachtschiff im Ärmelkanal eingesetzt, bevor sie Feuer fing und bei Sully Island ausbrannte.

### 20. Jahrhundert
Zwischen 1900 und dem Ersten Weltkrieg gründete der Sohn des Marquess of Bute ein erfolgreiches Weingut bei Swanbridge, in dem Wein für die Abfüllanlage seines Vaters bei Castell Coch gekeltert wurde, aber nach 1919 gibt es keine Hinweise auf die Fortführung dieses Unternehmens.
Ab 1890 und bis Ende der 1960er war Swanbridge nach Norden mit Penarth und Cardiff und nach Westen mit Barry und den South Wales Valleys durch eine Nebenlinie der Taff Vale Railway verbunden. Die Küstentrasse fiel allerdings 1968 dem Programm der Beeching-Axt zum Opfer. Swanbridge Halt in der Nähe der Hauptkreuzung der Lavernock Road wurde geschlossen und ist heute nur noch ein zugewachsenes Grundstück. Die Trasse wurde größtenteils an Privateigentümer verkauft und bebaut. Die unverkauften Abschnitte wurden der Natur überlassen und sind bis Fort Road Bridge bei Lavernock unpassierbar. Zwischen Lavernock und Penarth ist das Gleisbett ein Greenway und Fahrradweg.
Als der Bahnanschluss am Anfang des 20. Jahrhunderts geschaffen wurde, wurden die Bays von Swanbridge, St Mary’s Well und Lavernock beliebte Ausflugsziele für Sommerfrischler und Tagestouristen von Cardiff, Penarth und aus den South Wales Valleys, vor allem an den Wochenenden und an Bankfeiertagen. Fast ein Jahrhundert lang gab es ein beliebtes Cafe- und Ice-Cream-Parlour (Salon) an der St Mary’s Well Bay beim Swanbridge Carpark. Dieses Café wurde geschlossen und um 1970 abgerissen, als die Durchgangsstraße für den Verkehr gesperrt wurde.

### Island View Caravan Park
Der Island View Caravan Park wurde bereits in den 1950ern eröffnet und bietet heute neunzig Mobilheime, mehrere Ferienhäuser (chalet cabins) und mehrere Wohnwagen-Stellplätze.
Das Pub Captain's Wife eröffnete 1977.
1985 wurde ein Antrag für einen Bebauungsplan für eine Health & Holiday Hydro Facility gestellt (Miss M. Llewellyn). Das Vale of Glamorgan Council (reference 1985/00788/OUT) lehnte das Gesuch jedoch am 15. Oktober 1985 ab.

### Verkauf 2011
Im Juli 2011 wurde die Insel von der Immobilienfirma Cooke & Arkwright zum Verkauf angeboten. Die Fläche wurde mit 14,5 acre (58.679 m²) angegeben. Der ursprüngliche Richtpreis von £1,25 Mio. wurde später auf £95.000 reduziert, da sich keine Interessenten fanden. Die Grassroots Campaign „Save Sully Island“ setzte sich das Ziel den Kaufpreis durch Spenden zu erreichen, scheiterte jedoch. Ein anonymer Käufer trat jedoch in letzter Minute mit einem Gebot auf, welches den Richtpreis weit überstieg. Der Käufer, ein Seemann, hatte sich schon bei der Grassroots Campaign eingesetzt und versprach die Insel für die Öffentlichkeit zugänglich zu erhalten.

## Flora und Fauna
Der Biologe Brian J. Ford lebte und arbeitete in Swanbridge und untersuchte öfters Sully Island. Er führte umfangreiche ökologische Studien durch, in denen er sowohl die Insel, als auch das Umland der Küste ausführlich kartierte und beschrieb. Ford verzeichnete viele Pflanzen, die für das Gebiet ungewöhnlich sind, unter anderem Bienen-Ragwurz (Ophrys apifera, bee orchid), Meer-Streifenfarn (Asplenium marinum, marine spleenwort) und Natternzungen (Ophioglossum, adder's tongue fern).
Auf der Insel befand sich früher eine große Kolonie von Wildkaninchen. Als die Myxomatose 1953 Britannien erreichte, wurde die Kaninchenpopulation auf der Hauptinsel schnell dezimiert. Die Population auf Sully Island überlebte dagegen lange Jahre unbeschadet, bis die Krankheit letztlich doch die Insel erreichte, möglicherweise durch menschliche Einwirkung. Immer wieder entstanden neue Kolonien auf Sully Island, erreichten aber niemals das Niveau der Populationen in den frühen 1950ern.
In den Gewässern rund um Sully Island werden Kabeljau (Cod), Wittling (whiting), Franzosendorsch (pouting), Dornhaie (dogfish), Conger und Europäischer Wolfsbarsch (bass) gefischt.
Bäume, die einst auf der Insel wuchsen, sind schon längst abgeholzt und selbst kleine Büsche haben es schwer auf dem sandigen, lehmigen Boden Fuß zu fassen, daher kommen vor allem anspruchslose Grasarten auf der Insel vor.